# Club Sportif de Hammam-Lif (Handball)
Die Handballmannschaft des Club Sportif de Hammam-Lif (arabisch النادي الرياضي لحمام الأنف, DMG an-Nādī ar-Riyāḍī li-Ḥammām al-ʾAnf) ist Teil des gleichnamigen tunesischen Sportvereins aus der Küstenstadt Hammam-Lif.
Die Sektion wurde 1956 gegründet und schaffte 1965 den Aufstieg in die erste Liga. Bereits in der darauffolgenden Saison 1966 gewann das Team überraschend die nationale Meisterschaft. Der Verein spielte anschließend bis 1991 ununterbrochen in der höchsten Spielklasse. Die Handballer des Klubs sind derzeit in der zweiten Liga aktiv.
Die Heimhalle des Vereins trägt den Namen von Abdelaziz Ghelala, der 1966 als Spielertrainer maßgeblich zum bislang einzigen Meistertitel des Clubs beitrug und als einer der größten Spieler in der Vereinsgeschichte gilt.

## Erfolge
| Titelgewinne |
| --- |
| - Tunesische Handball-Meisterschaft (1) - Meister: 1966 - Vizemeister: 1981 - Dritter: 1977, 1982 - Zweitliga-Meister (2) - 1965, 1993 |

## Meistersaison 1965/66

### Abschlusstabelle
| Rang | Verein                      | Sp. | S  | U | N  | Tore    | Diff. | Punkte |
| ---- | --------------------------- | --- | -- | - | -- | ------- | ----- | ------ |
| 1.   | Club Sportif Hammam-Lif     | 22  | 20 | 2 | 0  | 309:186 | +123  | 64     |
| 2.   | Stade Nabeulien             | 22  | 19 | 0 | 3  | 273:174 | +99   | 58     |
| 3.   | Espérance Sportive de Tunis | 22  | 18 | 0 | 4  | 247:157 | +90   | 55     |
| 4.   | Club Africain               | 22  | 13 | 3 | 6  | 285:227 | +58   | 51     |
| 5.   | Club Athlétique du Gaz      | 22  | 9  | 4 | 9  | 283:261 | +22   | 44     |
| 6.   | AS des PTT Tunis            | 22  | 10 | 1 | 11 | 192:198 | −6    | 43     |
| 7.   | Union Culturelle de Sfax    | 22  | 9  | 1 | 12 | 222:249 | −27   | 41     |
| 8.   | Étoile Sportive Sahel       | 22  | 7  | 2 | 13 | 269:307 | −38   | 37     |
| 9.   | Zitouna Sports              | 22  | 7  | 2 | 13 | 222:288 | −66   | 37     |
| 10.  | AS Marsa                    | 22  | 5  | 4 | 13 | 218:278 | −60   | 36     |
| 11.  | Croissant Sportif Bizertin  | 22  | 4  | 2 | 16 | 200:281 | −81   | 32     |
| 12.  | CS Cheminots                | 22  | 2  | 2 | 18 | 205:264 | −59   | 28     |

### Kader der Meistersaison
- Trainer: Abdelaziz Ghelala
- Meistermannschaft
  - Handballtorhüter: Mustapha Khalladi und Habib Khoudhir
  - Feldspieler: Abdelaziz Ghelala, Habib Srikou, Moncef Ghalloussi, Ahmed Berrehouma, Mohamed Ali Tarhouni, Lamine Bouabsa, Abdessatar Annabi, Lassâad S'habou, Hamadi Sammouda, Béchir Ayari, Farouk Aouididi, Mannoubi Latrech, Hamadi Ghelala, Hédi Riahi, Taoufik Ayari, Mohieddine Sghaier